# Valverde del Camino
Valverde del Camino egy spanyol település Huelvában, Nyugat-Andalúziában. A Tinto és Odiel folyok közt fekszik El Andévalo járásban.

## Szerepe
Valverde del Camino mindig is a legfontosabb kereszteződés volt a Sierra Morena bányái és Huelva tengerpartja közt. Ezen az úton a legfontosabb pihenőpont.
A környék már a rómaiak előtt is lakott volt, erre utal a megalitikus Dólmenes de los Gabrieles építmény is. Ez mintegy 2 km. távolságra délre található Velverde de Caminótól.

## Helye
A Sierre Morena lábai előtt fekszik, észak felé (a hegy másik oldalán) Zafra és Mérida (119 km) esik a legközelebb hozzá, ahonnan az E-90-es visz Madrid felé, amitől közúton összesen 530 km a távolsága.
Valverde de Camino városkát a Tinto és Odiel több mellékvize is körülveszi. Az említett út mentén az Embalse de Gossán és több tó megtalálható a közelében.

## Gazdaság
A környék leginkább cipő- és bútoriparáról híres, bár mezőgazdasága is van. A kézműiparnak remek adottságai vannak itt.
1990-ben elindult a sikeres „El Monete” program, Valverde gazdaságának környékbeli kiterjesztésére. Ez azért is fontos, mert segíthet a Lisszabon és Sevilla közti közvetlenebb gazdasági és kereskedelmi kapcsolatok élénkítésében.

## Népesség
A település lakosságának változását az alábbi diagram mutatja:
| Lakosok száma | 12 477 | 12 497 | 12 615 | 12 780 | 12 827 | 12 740 | 12 857 | 12 820 | 12 714 | 12 611 |
|               | 2001   | 2004   | 2006   | 2009   | 2011   | 2014   | 2016   | 2019   | 2021   | 2024   |

## Fordítás
- Ez a szócikk részben vagy egészben  a   Valverde del Camino című spanyol Wikipédia-szócikk fordításán alapul.  Az eredeti cikk szerkesztőit annak laptörténete sorolja fel. Ez a jelzés csupán a megfogalmazás eredetét és a szerzői jogokat jelzi, nem szolgál a cikkben szereplő információk forrásmegjelöléseként.